# Rapnus andreaei
Rapnus andreaei is een keversoort uit de familie ruighaarkevers (Dryopidae). De wetenschappelijke naam van de soort werd in 1964 gepubliceerd door Joseph Delève.